# Johann Friedrich Jakob von Kemphen
Johann Friedrich Jakob von Kemphen (* 31. Oktober 1764 auf Biestern; † 14. März 1833 in Schwedt/Oder) war ein preußischer Generalleutnant.

## Leben

### Herkunft
Die Familie stammt aus Stralsund und wurde am 13. Oktober 1679 mit dem Festungsbauer Jacob Kemphen († 1704) (Vater: Johann Reichwald von Kämpfen) vom schwedischen König Karl XI. in den Adelstand erhoben. Seine Eltern waren Johann Christian von Kemphen (1739–1812) und dessen Ehefrau Dorothea Helene, geborene Stach von Golzheim (1740–1808), Schwester von Engelhardt Ludwig Stach von Goltzheim. Sein Vater war preußischer Leutnant a. D. sowie Herr auf Biestern und Gollubien.

### Militärkarriere
Kemphen kam am 1. Dezember 1778 als Gefreitenkorporal in das Infanterieregiment „von Buddenbrock“ der Preußischen Armee und nahm als solcher 1778/79 Bayerischen Erbfolgekrieg teil. Am 25. September 1779 immatrikulierte er sich an der Universität Königsberg. Am 1. Dezember 1781 wurde er Fähnrich und am 31. Oktober 1784 Sekondeleutnant. Am 25. Mai 1790 wurde er zum Generaladjutanten von General von Gillern ernannt. Am 18. März 1792 wurde er Premierleutnant und am 24. Mai 1794 wieder Generaladjutant des neuen Regimentschefs von Hausen, 1794/95 nahm er am Feldzug in Polen teil. Am 10. Oktober 1796 kehrte er in das Regiment zurück und wurde am 17. Oktober 1797 zum Stabskapitän befördert. Kurz vor Beginn des Vierten Koalitionskrieges kam er als Generaladjutant zum General von Hamberger. Während des Krieges kämpfte er bei der Verteidigung von Danzig. Dafür erhielt er am 19. Juni 1807 den Orden Pour le Mérite, zudem wurde er bereits am 23. Januar 1807 zum Kapitän befördert. Er wurde in Danzig aber auch am Fuß verletzt, was ihn den Rest seines Lebens behinderte.
Am 1. Januar 1808 kam er als Kompaniechef in das 3. Ostpreußische Infanterie-Regiment Nr. 4, am 8. Oktober 1811 wurde er Major und am 16. März 1813 wurde als Bataillonskommandeur in das 4. Ostpreußische Infanterie-Regiment Nr. 5 versetzt. Während der Befreiungskriege kämpfte er bei den Belagerungen von Wittenberg und Soisson, den Schlachten bei Großbeeren, Dennewitz, Laon, Ligny, Belle Alliance sowie den Gefechten bei Vehlitz, Wittstock, Coswig, Marken, Doorn und Hoogstraten. Bei Dennewitz erwarb er das Eiserne Kreuz II. Klasse und den russischen St. Annen-Orden II. Klasse sowie bei Hoogstraten das Eiserne Kreuz I. Klasse. Er wurde am 3. Dezember 1813 zum Oberstleutnant befördert und kam am 20. September 1814 als Kommandeur in das 1. Westpreußische Infanterie-Regiment. Nr. 6. Am 23. Mai 1815 beauftragte man ihn mit der Führung der 10. Brigade im III. Armeekorps und am 31. Mai 1815 erhielt er dazu die Beförderung zum Oberst. Aber bereits am 1. September 1815 schied er als Brigadekommandeur aus und verließ auch sein Regiment, dazu bekam er am 2. Oktober 1815 für Ligny das Eichenlaub zum Pour le Mérite. Seine neue Verwendung war ab dem 3. Oktober 1815 die des Kommandeurs von Stralsund. Im Jahr 1816 wurde er dann auch noch Direktor des – von den Schweden übernommenen – Militärerziehungswesens auf Stralsund. Am 30. März 1820 ernannt man ihm zum Generalmajor mit Patent vom 8. April 1820, am 26. Juli 1825 bekam er das Dienstkreuz und am 1. Dezember 1828 zur Freier seines 50-jährigen Dienstjubiläums auch den Roten Adlerorden III. Klasse. Kurz danach – am 27. März 1830 – wurde er als Generalleutnant mit einer Pension von 2700 Talern in den Ruhestand versetzt. Sein Nachfolger in Stralsund wurde der General von Borstell.
Er starb am 14. März 1833 in Schwedt an der Oder und wurde dort am 16. März 1833 beigesetzt.
In seiner Beurteilung aus dem Jahr 1815 schrieb Generalleutnant von Thielmann: Dient mit rühmlichen Eifer und ist unverdrossen in der Erfüllung seiner Pflichten. Körperliche Gebrechen aber und herannahendes Eifer lassen keine langen Dienste mehr von ihm hoffen. Er verdient als Soldat und Mensch hohe Achtung.

### Familie
Kemphen heiratete am 31. Juli 1799 in Braunsberg Luise Wilhelmine von Wegnern (1780–1858), eine Tochter des Generals Georg Friedrich von Wegnern. Das Paar hatte mehrere Kinder:
- Jakob Friedrich Gustav Heinrich (1800–1837), Sekondeleutnant im I. Bataillon des 2. Landwehr-Regiments
- Dorothea Luise Wilhelmine Emilie (1802–1879) ⚭ 1818 Karl Albert Krüger (1792–1836), preußischer Major[3]
- Gustav (1805–1806)
- Julie Friederike Henriette Emilie (1809–1867) ⚭ 1831 Wilhelm August Amandus Niepold (1797–1849), preußischer Hauptmann der Artillerie